# Windows Insider
Windows Insider (pol. Niejawny program testów systemu Windows) – program firmy Microsoft, który pozwala użytkownikom systemów Windows i Windows Server testować ich nadchodzące wydania. Jest bezpłatny i otwarty dla każdego, jednak zaleca się, by testerzy mieli pewną wiedzę techniczną. W ciągu pierwszego roku funkcjonowania programu przystąpiło do niego ponad 7 milionów osób.
Program został ogłoszony 30 września 2014, przy okazji prezentacji Windows 10. Jego celem było udostępnienie testowych kompilacji systemu szerszej społeczności, by zgromadzić opinie o nowych funkcjach oprogramowania, ale także by zebrać dane diagnostyczne z jak największej liczby komputerów. Osoby, które dołączyły do programu, mogły po wydaniu pierwszej konsumenckiej wersji systemu kontynuować testowanie Windows 10 za darmo. Natomiast w przypadku rezygnacji licencja na system stawała się nieważna.
W lutym 2015 ochotnikom udostępniono również pierwsze wydanie testowe Windows 10 Mobile, a w lipcu 2017 – Windows Server 2016.
W czerwcu 2021 Microsoft udostępnił w ramach programu Windows Insider pierwszą kompilację Windows 11.

## Struktura
Kompilacje testowe są dostarczane do uczestników programu w trzech kanałach (wcześniej nazywanych pierścieniami): kanał deweloperów (ang. Dev Channel, wcześniej: pierścień szybkich aktualizacji), beta (ang. Beta Channel, wcześniej: pierścień wolnych aktualizacji) oraz wersji zapoznawczej (ang. Release Preview). Różnią się one częstotliwością aktualizacji oraz stabilnością systemu.
Pierwotnie aktualizacje były wydawane w modelu pierścieni. Wszystkie służyły do testowania tych samych zmian i usprawnień, jednak na różnych etapach rozwoju. Zmieniło się to w momencie udostępnienia opcji Skip Ahead, która pozwalała na otrzymywanie aktualizacji z funkcjami mającymi trafić do systemu później niż w najbliższym wydaniu.
Program Windows Insider przemodelowano w czerwcu 2020, kiedy wprowadzono podział na 6 kanałów. Połowa z nich została ograniczona tylko dla pracowników Microsoftu, natomiast reszta jest ogólnodostępna.
| Kanał                                            | Opis |
| ------------------------------------------------ | --- |
| Canary                                           | Najnowszy i najbardziej eksperymentalny kanał w programie Windows Insider, wprowadzony przez Microsoft w marcu 2023 roku. Został stworzony z myślą o testowaniu wczesnych, niestabilnych wersji systemu Windows, które zawierają głębokie zmiany w architekturze systemu, takie jak modyfikacje jądra, nowe interfejsy API czy inne istotne innowacje. |
| Dev (pol. kanał deweloperów)                     | Trafiają tutaj kompilacje ze świeżo zaimplementowanymi funkcjami. Nie są związane z żadną konkretną większą aktualizacją systemu. Mogą zdarzyć się błędy, w tym poważne, utrudniające pracę na komputerze. |
| Beta                                             | Kanał beta obejmuje nowości przypisane do konkretnego nadchodzącego wydania systemu, udostępniane po zebraniu opinii odbiorców kanału Dev. Mogą zdarzyć się błędy, jednak nie powinny znacząco utrudniać korzystania z komputera. |
| Release Preview (pol. kanał wersji zapoznawczej) | Obejmuje gotowe aktualizacje systemu. Odbiorcy tego kanału otrzymują je wcześniej niż przeciętni użytkownicy. |